# Lush (język programowania)
Lush – obiektowy język programowania, przeznaczony głównie dla naukowców i inżynierów tworzących duże aplikacje numeryczne lub graficzne. Dużym atutem tego języka jest jego elastyczność i możliwość używania w nim fragmentów kodu czy funkcji napisanych w innych językach (C, C++). Łączy w sobie elastyczność języków skryptowych wysokiego poziomu z szybkością działania silnie typowanych języków kompilowanych (np. C).
Jego podstawowa składnia opiera się na składni języka Lisp.
Wszystkie działania czy funkcje wywołuje się w ten sposób, że podaje się w nawiasie najpierw działanie/nazwę funkcji, a następnie argumenty, np.
```
(+ 10 20 1)
(sqrt 4)

```